# Palacio Provincial de Jaén
El Palacio Provincial o Palacio de la Diputación Provincial es la sede actual de la Diputación Provincial de Jaén y es una obra del siglo XIX. Se edificó sobre el solar del Real Convento de Nuestro Seráfico Padre San Francisco de Asís derribado en 1867, que había sido residencia de Fernando III de Castilla tras la conquista de la ciudad. Este proyecto ecléctico fue obra de Jorge Porrua y Moreno. La portada queda resaltada con triple vano de arcos de medio punto. En el patio interior destaca una fuente monumental procedente del Antiguo Convento de Santo Domingo de La Guardia de Jaén. El palacio cuenta con una interesante colección pictórica repartida por sus dependencias.

## Historia
La Diputación se ubicó en distintos edificios del casco antiguo de la capital hasta que en 1891 el gobierno provincial se trasladó a la Plaza de San Francisco donde se encuentra actualmente, presidiendo el paso de la calle Bernabé Soriano, desde la vecindad de la Catedral.
El primer edificio que alberga la Institución fue el Real Convento de Nuestro Seráfico Padre San Francisco de Asís , situado en el mismo lugar en el que se encuentra actualmente, construido en 1246 por Fernando III el Santo como Palacio con capilla y donado en 1354 por el rey Pedro I de Castilla a los frailes franciscanos. Con la desamortización, al igual que el resto de los conventos de la ciudad, pasará a manos públicas alojando la Diputación.
Fue el mal estado del edificio obligó a la Diputación Provincial a itinerar por otros enclaves de la capital, siempre con el deseo de retornar a aquel lugar. A mediados de 1867, el convento en ruinas, fue demolido para levantar en el mismo lugar, tras casi treinta años de construcción, el actual Palacio Provincial. El proyecto corrió a cargo de Jorge Porrua y Moreno, premiado en la Exposición Provincial de 1878.

## Exterior
El Palacio Provincial es la principal obra de la arquitectura civil de la ciudad de Jaén. Presenta una planta tradicional al estilo del palacio italiano renacentista, con dos pisos y sótano que giran en torno a un patio interior. 
La fachada principal, pensada como neoclásica, fue remozada con el gusto neobarroco del arquitecto Justino Flórez de Llamas , presenta una portada en el centro resaltada con un triple vano de arcos de medio punto, ventanas con balcón corrido en el segundo piso, y un remate de frontón con un reloj, inaugurado el 18 de enero de 1915, y el escudo de la provincia. La fachada opuesta, la norte, presenta una forma semicircular, similar a un ábside, que semeja a un hemiciclo, espacio simbólico de democracia local.

## Interior

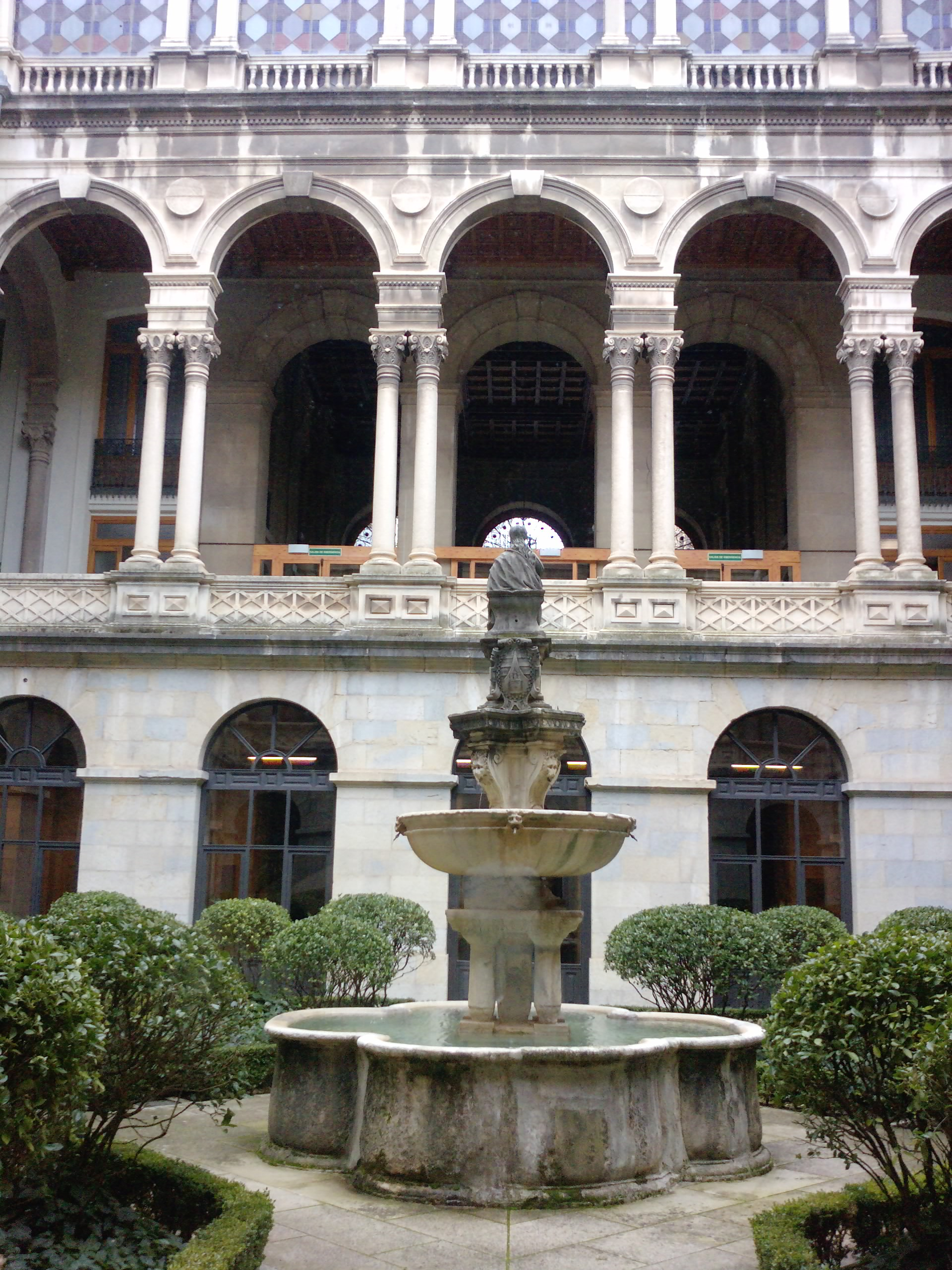
Fuente ubicada en el patio del Palacio Provincial.

En la primera planta se encuentran, entre otras, las dependencias de la Presidencia y el Salón de Personajes Ilustres en cuyas paredes se encuentran los retratos de los anteriores Presidentes de la Diputación. El balcón de esta sala sirve de mirador privilegiado desde el que contemplar la Catedral.

### Salón de Sesiones
En la segunda planta se encuentra el Salón de Plenos o Salón de Sesiones, que debe su armoniosa decoración al proyecto del arquitecto Justino Flórez Llamas. Su estilo recupera las tendencias manieristas.
La entrada a la estancia está dibujada en tres partes, la central más amplia. La mayor parte de la decoración se concentra en la parte superior de las paredes, en las que columnas estriadas dan lugar a entrepaños en los que se colocan grandes medallones con vidrieras sostenidas por niños. La mayor parte de las vidrieras presentan simbología civil relacionada con la provincia, fundamentalmente escudos de diversos municipios. Cierra la decoración el techo, dividido en quince cuadrantes moldurados en los que encuentran lugar las tres lámparas de araña que engalanan la sala.
La riqueza y grandiosidad de la estancia parece tratar de ponerse a la altura de la función que se le asigna. El salón da cabida a las reuniones en pleno de los diputados, a la cabeza de ellos el presidente y el resto de diputados en forma de hemiciclo. Enfrente se disponen las bancos para los asistentes. Las sesiones de pleno de la Diputación están abiertas a todos los ciudadanos y ciudadanas.

### Patio

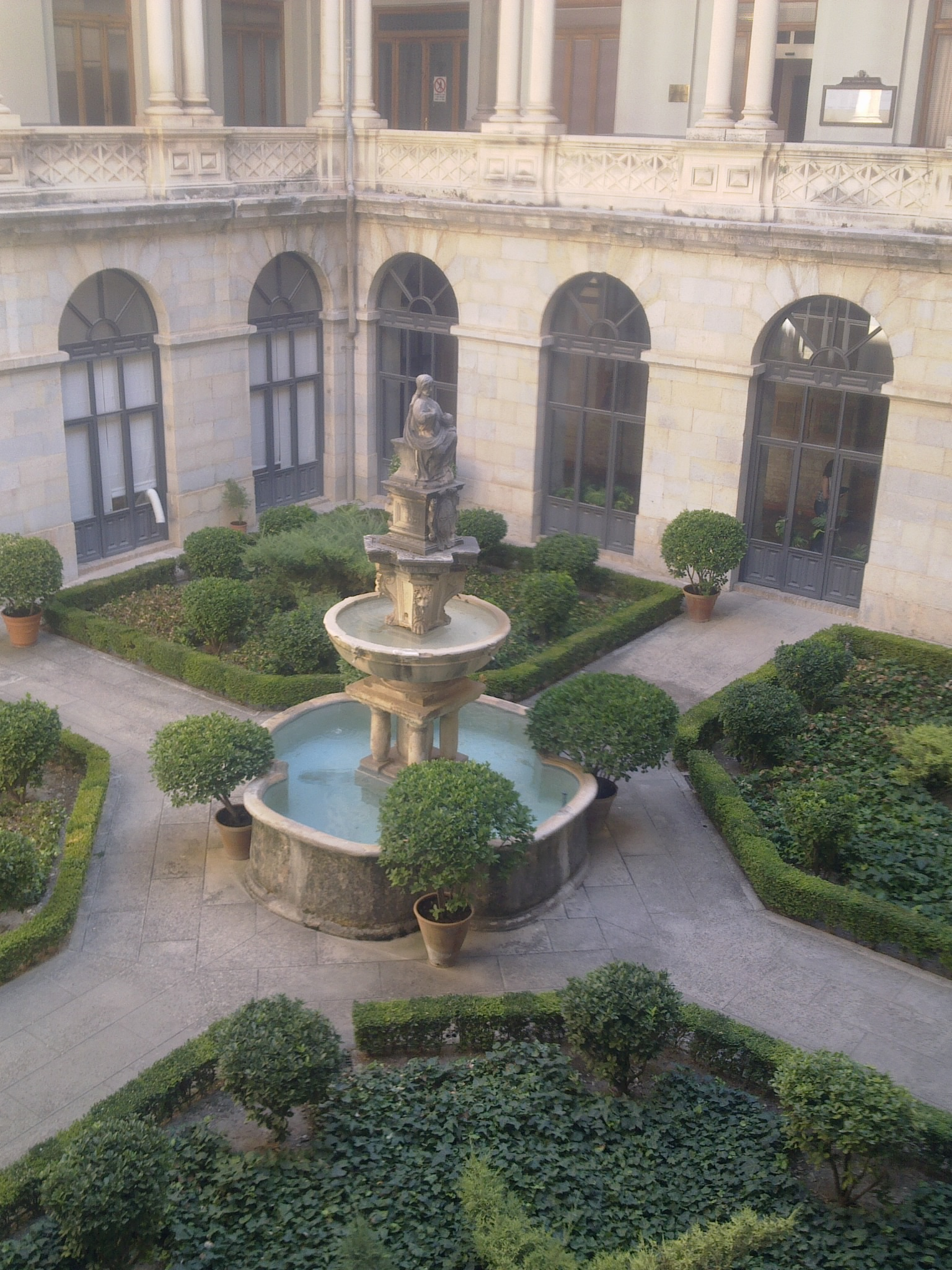
Patio del Palacio Provincial.

Es un espacio que condensa la luz y la traslada, a través de los vanos de las galerías, a todas las dependencias. En el centro se sitúa una fuente, alrededor de la cual se dispone un jardín, separado de las galerías por unas columnas balaustradas. La fuente procede del Antiguo Convento de Santo Domingo de La Guardia de Jaén y fue donada en 1955 por sus propietarios al Instituto de Estudios Giennenses para que ocupara, en un principio, el patio del Museo Provincial, hasta que fue instalada en su actual emplazamiento en 1961; fechada en 1577, es obra de Francisco del Castillo el Mozo, y refleja la advocación principal del convento dominico, Santa María Magdalena, que responde a la fecha de nacimiento del fundador Fray Domingo de Valtanás en el día de la festividad de la santa, el 22 de julio.